# University Park (Teksas)
University Park – miasto w Stanach Zjednoczonych, w stanie Teksas, w hrabstwie Dallas. Całkowicie otoczone przez Dallas. Drugie pod względem bogactwa miasto w Stanach Zjednoczonych, ze średnim dochodem gospodarstwa domowego wynoszącym ok. 250 tys. dolarów i wskaźnikiem ubóstwa na poziomie 4,2%. 

## Demografia
Zdecydowana większość (81,2%) mieszkańców to biali niebędący Latynosami. Mieszkańcy deklarują głównie pochodzenie angielskie (19,5%), niemieckie (14,5%), irlandzkie (9,6%), „amerykańskie” (8,8%), szkockie lub szkocko–irlandzkie (5,5%), włoskie (5,3%), francuskie (4,2%), meksykańskie (3,8%) i chińskie (3,2%).
Średni dochód gospodarstwa domowego (dane z 2023) w University Park wynosi ponad 250 tys. dolarów, zaś dochód na mieszkańca 111 757 dolarów. 4,2% mieszkańców żyje poniżej relatywnej granicy ubóstwa.

## Uczelnie
- Southern Methodist University